# Polen (volk)
De Polen (Pools: Polacy) zijn een West-Slavisch volk. De meesten van hen hebben het Pools als moedertaal.

## Verspreiding
Het volk leeft vooral in het land Polen, waar ze 98,7% van de bevolking uitmaken. Daarnaast leven Poolse minderheden in Letland (2,5%), Litouwen (6,74%), Slowakije (0,1%), Tsjechië (0,5%), Oekraïne (0,45%), Hongarije (3,8%) en Wit-Rusland (4%).
Polen heeft 38.282.325 (2020) inwoners. In de laatste 200 jaar zijn vele Polen naar het buitenland vertrokken. In de Verenigde Staten leven ruim 10 miljoen mensen van Poolse afkomst, maar ook Brazilië (2 miljoen) heeft een grote groep Poolse immigranten. Voor Duitsland is het moeilijker aan te geven hoe groot de groep is, omdat grote delen van het huidige Polen tot 1945 Duits waren en veel Polen een Duits paspoort hebben.

### Polen in Nederland
In 2014 woonden 86.000 Polen in Nederland. Ze vormen de grootste groep buitenlandse EU-burger in Nederland. Al in de 17de eeuw kwamen joodse vluchtelingen uit Polen naar Nederland. Tijdens de eerste helft van de 20ste eeuw kwamen veel Polen als mijnwerkers naar Nederland. Na de Tweede Wereldoorlog en de invoering van het communisme in Polen nam deze stroom af. Vanaf de jaren tachtig kwamen echter weer Polen (als politieke vluchtelingen) naar Nederland. Sinds de toetreding van Polen tot de EU komen veel Polen als arbeider naar Nederland.